# Les Beaux Yeux d'Agatha
Les Beaux Yeux d'Agatha est un feuilleton télévisé français en quatre épisodes de 90 minutes, en noir et blanc, créé et réalisé par Bernard Hecht, et diffusé du 1er au 22 février 1964 sur RTF Télévision.
Pour sa diffusion dans les pays francophones, l'histoire a été redécoupée en treize épisodes (diffusion à partir du 12 juin 1965 à la Télévision de Radio-Canada). C'est sous ce format qu'elle est restituée sur le site de l'INA.

## Synopsis
À Aix-les-Bains, un musicien bohème, Frédéric, rencontre fortuitement Agatha, la fille d'un riche homme d'affaires malhonnête, et poursuit l'insaisissable belle jusqu'en Suisse.

## Fiche technique
- Titre : Les Beaux Yeux d'Agatha
- Réalisation : Bernard Hecht
- Scénario : Bernard Hecht, Jean Queval
- Musique :
- Photographie : Gilbert Perrot-Minnot
- Montage :
- Décors : Armand Braun
- Costumes : Jacqueline Benatar
- Sociétés de production : ORTF
- Chaîne de diffusion : RTF Télévision
- Pays d'origine :  France
- Format : noir et blanc — son : mono
- Genre : drame sentimental
policier
- Durée : 4 épisodes de 90 minutes
- Dates de première diffusion : 
  - France : du 1er février 1964 au 22 février 1964
  - Québec : à partir du 12 juin 1965

## Distribution
- Anne Tonietti : Agatha
- Georges Poujouly : Frédéric
- Marcello Pagliero : Étienne Badestamier
- Josette Vardier : Jeanne Badestamier
- Germaine Ledoyen : Marca
- Olivier Hussenot : Nick Necker
- José Quaglio : Luigi Caroli
- Jean Clarieux : Helmut
- Alain Raffael : Vittorio
- Teddy Bilis
- Roger Dutoit

## Épisodes
1. La Vie d'artiste
2. La Liberté inutile
3. L'Héritage de Badestamier
4. La Fin du voyage